# ریکاردو زامورا
ریکاردو زامورا مارتینز (۲۱ ژانویه ۱۹۰۱ - ۸ سپتامبر ۱۹۷۸) دروازه‌بان و مربی اسپانیایی بود. جایزه ریکاردو زامورا به افتخار او نامگذاری شده است.